# Glasshouse
Glasshouse is een single van de Amerikaanse soul- en R&B-groep The Temptations. Het nummer is de derde en laatste single afkomstig van het album A Song for You, een album van de groep uit 1975. Glasshouse was voor The Temptations een afsluiting van een periode van elf jaar. In elk van die jaren behaalde de groep namelijk één of meerdere top 40 hits op de poplijsten van de Verenigde Staten. Glasshouse zou het laatste nummer van de groep zijn die dat lukte. Sindsdien was het meest succesvolle nummer van de groep het nummer Power uit 1980, dat de #43 positie op de poplijst behaalde. Op de R&B-lijst bereikte Glasshouse de top 10, door als piek #9 te halen.
Het was Charlemagne die het nummer in kwestie schreef, maar Jeffrey Bowen die Glasshouse produceerde. Dit is logisch, omdat het hele album waarvan het nummer afkomstig is, A Song for You, door hem geproduceerd werd. De instrumentatie werd verzorgd door The Eddie Hazel Band. Dit was ook het geval bij de voorganger van Glasshouse, Shakey Ground. De stijl waarin Glasshouse is opgenomen is funk. Opvallend is dat aan het eind de instrumentatie wordt stilgelegd en wordt vervangen door het geluid van een steen die door een ruit gaat. Dit speelt in op de regels van het refrein van het nummer: "If you're livin' in a glasshouse/Don'tcha throw no stones".
De leadzanger op Glasshouse is Dennis Edwards. De achtergrondzang wordt verzorgd door de overige Temptations, Otis Williams, Melvin Franklin, Richard Street en Damon Harris. Het was overigens de laatste single waarop Harris te horen was, want na de uitgave van dit album werd hij ontslagen van de groep, vanwege egoïstisch en ongepast gedrag, volgens de andere leden van de groep. Hij zou vervangen worden door Glenn Leonard, die zijn debuut voor The Temptations maakte op het album House Party.
De B-kant van Glasshouse is het nummer The Prophet. Net zoals de A-kant is dit nummer afkomstig van het album A Song for You.

## Bezetting
- Lead: Dennis Edwards
- Achtergrond: Damon Harris, Richard Street, Otis Williams en Melvin Franklin
- Instrumentatie: The Eddie Hazel Band
- Schrijver: Charlemagne
- Producer: Jeffrey Bowen